# Кожич, Владимир Платонович
Владимир Платонович Ко́жич (1896—1955) — советский театральный режиссёр. Заслуженный деятель искусств РСФСР (1951). Лауреат Сталинской премии второй степени (1947).

## Биография
Владимир Кожич работу в театре начинал как актёр: с 1918 года выступал на сцене Театра студийных постановок под руководством А. Д. Попова; там же состоялся его режиссёрски дебют. С 1923 года был главным режиссёром и актёром Киевского театра студийных постановок. С 1931 года работал в Ленинграде, ставил спектакои в Красном театре, ТРАМе. В 1936—1940 годах был художественным руководителем Ленинградского театра им. Ленинского комсомола, с 1941 года работал в Ленинградском театре драмы им. А. С. Пушкина. Как писала Театральная энциклопедия, его режиссёрские работы характеризовались смелыми экспериментаторскими поисками, эмоциональной сценической атмосферой, острой формой. Автор книги «Заметки режиссёра» (1938).
Умер 9 января 1955 года.
Брат — Иван Платонович (псевдоним Чужой, 1889—1945), актёр, режиссёр, заслуженный деятель искусств РСФСР (1939).

## Театральные постановки
ТРАМ
- 1935 — «Начало жизни» Л. С. Первомайского

Ленинградский театр имени Ленинского комсомола
- 1936 — «Лес» А. Н. Островского
- 1937 — «Земля» Н. Е. Вирты
- 1938 — «Таланты и поклонники» А. Н. Островского

ЛАТД имени А. С. Пушкина
- 1942 — «Фронт» А. Е. Корнейчука
- 1942 — «Горячее сердце» А. Н. Островского (совместно с А. Н. Даусоном)
- 1946 — «Победители» Б. Ф. Чирскова
- 1948 — «Лес» А. Н. Островского
- 1950 — «Живой труп» Л. Н. Толстого (совместно с А. Н. Даусоном)
- «Заговор обречённых» Н. Е. Вирты
- «Мольба о жизни» Ж. Деваля
- 1955 — «Пучина» А. Н. Островского (закончен А. Н. Даусоном, экранизирован им в 1958 году)

БДТ имени М. Горького
- 1947 — «Закон зимовки» Б. Горбатова

ЛАДТ имени В. Ф. Комиссаржевской
- 1957 — «Дон Сезар де Базан» Адольфа д' Эннери и Филиппа Дюмануара (перевод с французского Е. Аскинази и В. Голод)

## Награды и премии
- Заслуженный артист РСФСР (1938)
- Орден «Знак Почёта» (1939)[3]
- Заслуженный деятель искусств РСФСР (1951)
- Сталинская премия второй степени (1947) — за постановку спектакля «Победители» Б. Ф. Чирскова на сцене ЛАТД имени А. С. Пушкина